# Winter-Universiade 1981
Die Winter-Universiade 1981 fand vom 25. Februar bis 4. März 1981 in Jaca statt. Weitere Austragungsorte waren Candanchú, Formigal, Panticosa und Astun.

## Sportarten
Es fanden insgesamt 19 Medaillenentscheidungen in 5 Sportarten statt.
- Eishockey
- Eiskunstlauf
- Ski Alpin
- Skilanglauf
- Skispringen

## Medaillenspiegel
| Platz  | Mannschaft         | Gold | Silber | Bronze | Gesamt |
| ------ | ------------------ | ---- | ------ | ------ | ------ |
| 1      | Sowjetunion        | 8    | 6      | 4      | 18     |
| 2      | Tschechoslowakei   | 4    | 4      | 2      | 10     |
| 3      | Italien            | 2    | 2      | 5      | 9      |
| 4      | Frankreich         | 2    | 1      | 2      | 5      |
| 5      | Bulgarien          | 2    | –      | 1      | 3      |
| 6      | Kanada             | 1    | –      | –      | 1      |
| 7      | Finnland           | –    | 2      | 2      | 4      |
| 7      | Japan              | –    | 2      | 2      | 4      |
| 9      | Jugoslawien        | –    | 2      | –      | 2      |
| 10     | Vereinigte Staaten | –    | –      | 1      | 1      |
| Gesamt | Gesamt             | 19   | 19     | 19     | 57     |